# Balls Mahoney
Balls Mahoney, eg. Jonathan Rechner, född 11 april 1972 i Spring Lake Heights, New Jersey, död 12 april 2016 i Spring Lake Heights, New Jersey, var en amerikansk fribrottare mest känd för sin tid i Extreme Championship Wrestling, där han vann lagtitlarna tillsammans med både Spike Dudley och Axl Rotten. 